# Віртуальний хостинг
Віртуальний хостинг (англ. shared hosting) — вид хостингу, при якому багато вебсайтів розташовано на одному вебсервері. Це найекономніший вид хостингу, який підходить для невеликих проектів.
Зазвичай кожен вебсайт розташований на своєму власному розділі вебсервера, але вони всі разом користуються одним і тим же програмним забезпеченням.

## Реалізація
Існує два основні методи реалізації доступу до вебсайтів:
- за доменним ім'ям (англ. shared IP hosting), коли всі вебсайти використовують одну спільну IP-адресу. Згідно з протоколом HTTP/1.1 веббраузер при запиті до вебсервера вказує доменне ім'я вебсайту в полі Host заголовка поточного запиту, і вебсервер використовує його для правильного виконання запиту, а також копіює це ім'я в комірку [HTTP_HOST] суперглобального масиву $ _SERVER.
- за IP-адресою (англ. dedicated IP hosting), при якому у кожного вебсайту є власна IP-адреса, а вебсервер має кілька фізичних або віртуальних мережевих інтерфейсів.

## Критерії вибору віртуального хостингу
До основних критеріїв, що використовуються при підборі провайдера віртуального хостингу, відносяться:
- Час безперервної роботи (uptime). Показує, який період (у відсотках від загального періоду) сервери провайдеру є доступними. Більшість провайдерів обіцяють своїм клієнтам час безперервної роботи вище 99 %, що означає доступність серверів більшу частину часу (наприклад, при середньому параметрі uptime 99,5 % сайт може бути недоступним не більше двох діб протягом року)
- Технічна підтримка. Сучасні високі вимоги до технічної підтримки полягають в тому, що допомога кваліфікованих спеціалістів повинна бути доступна цілодобово та у режимі реального часу (тобто, за телефоном або через чат).
- Розташування серверів. Географічне розташування серверу відносно розташування його відвідувачів впливає на швидкість завантаження сайту. Наприклад, розташвання серверів у Європі є доцільним, якщо цільовою аудиторією сайту є мешканці європейських країн.
- Репутація. Перевірити репутацію хостера можна на сайті рейтингів, наприклад TopHosting [Архівовано 30 травня 2016 у Wayback Machine.] або Hosting-top10 [Архівовано 11 червня 2016 у Wayback Machine.]. Також, відгуки клієнтів за допомогою пошукових систем можна знайти у блогах, на форумах і, власне, на сайтах хостерів.
- Тестовий період. Наявність тестового періоду (або періоду гарантованого повернення грошей) дозволяє тестувати можливості серверу, якість підтримки тощо без загрози фінансових втрат.
- Тип контрольної панелі та встановлене ПЗ. Як основну панель управління віртуальним хостингом більшість провайдерів використовують cPanel (зрідка можна зустріти DirectAdmin або інші). Також може бути доступні системи для встановлення ПЗ (такі як Softaculous) та встановлені системи керування вмістом (такі як Wordpress або Joomla).
- Технічні характеристики і ресурси, такі як об'єм дискового простору, кількість трафіку, сайтів, панель управління (cPanel, ISP Manager, DirectAdmin та інші), версії PHP (5,1, 5,2, 5,3, 5,4, 5,5, 5,6, 7), баз даних MySQL, кількість днів безкоштовного тестового періоду, наявність захисту проти спаму та DDOS-атак, автоматичного резервного копіювання, SSH доступу, надання безкоштовного домену, SSL-сертифікату. Подібну інформацію, окрім безпосередньо самих хостерів, можна отримати, скориставшись спеціалізованими сервісами, які містять зведені таблиці даних характеристик хостингів.
- Додаткові послуги. Багато хостерів включають до пакетів послуг віртуального хостингу додаткові послуги, що є безкоштовними (або їхня вартість включена у вартість пакету). Серед важливих доповнень можна назвати реєстрацію доменного імені, SSL-сертифікат та виділену IP-адресу.

### Характеристики
Віртуальний хостинг як послугу порівнюють і описують, в залежності від кількісних обмежень:
- Об'єм дискового простору. Максимальний сукупний об'єм файлів сайту, поштових повідомлень, встановленого ПЗ тощо є, зазвичай, лімітованим і вимірюється у гігабайтах (ГБ). Послуги хостингу із «необмеженим» дисковим простором є виключно маркетинговим ходом, тому що надання такої послуги є технічно неможливим.
- Трафік. Показує максимальний обсяг інформації, який може передаватися через хостинговий акаунт протягом певного проміжку часу. Трафік вимірюється у кілобайтах (мегабайтах). На сьогодні багато провайдерів пропонують послуги без обмеження цього параметру.
- Кількість сайтів для розміщення. Різні пакети хостингових послуг встановлюють дуже різні обмеження на кількість сайтів для розміщення (від одного до 50 і більше).
- Кількість баз даних, типи і кількість місця під бази даних
- Кількість поштових скриньок. Не впливає на кількість перенаправлень пошти, що зазвичай є необмеженою.
- Кількість FTP-акаунтів. Дозволяє давати окремий доступ кільком користувачам.
- Мови програмування і фреймворки, які підтримує хостинг. Наприклад, підтримка необхідної версії мови вебпрограмування PHP.
- Вільні ресурси CPU, оперативної пам'яті, які впливають на швидкодію сервера

У зв'язку з тим, що на такому сервері зазвичай знаходиться дуже багато різних сайтів, навантаження вельми непропорційне і деякі хостери обмежують ресурси сервера (в основному CPU) для скриптів користувача.
Одним з важливих критеріїв вибору хостингу є використовувана операційна система, оскільки від цього залежить програмне забезпечення, яке буде підтримувати функціональність тих або інших сервісів. Для організації послуги віртуального хостингу використовуються сервери, що працюють під управлінням ОС Unix, наприклад, FreeBSD, GNU / Linux, а також під управлінням ОС Windows. Таким чином, послугу віртуального хостингу можна розділити на дві групи: UNIX / Linux-хостинг і Windows-хостинг.

## UNIX / Linux-хостинг
UNIX / Linux-хостинг — це хостинг, який реалізований на сервері, що працює під управлінням ОС UNIX або Linux. Одними з найпопулярніших систем вважаються FreeBSD, RedHat Linux, Ubuntu, Fedora, Debian.
Даний вид хостингу отримав широке розповсюдження серед хостинг-провайдерів через те, що більшість операційних систем, побудованих на UNIX і Linux, є безкоштовними. Тому вартість подібного хостингу для кінцевих клієнтів є трохи дешевшою, оскільки провайдерам не потрібно відраховувати комісію за ліцензію за користування операційною системою.
Основні технології, підтримувані на UNIX / Linux-хостингу: Популярні вебсервери для Linux-хостингу Apache, Nginx

## Windows-хостинг
Windows-хостинг — це хостинг, який реалізований на сервері, що працює під управлінням ОС Windows. В даний час найпоширенішими версіями є Windows Server 2012 і Windows Server 2008 R2 (поступово замінюється версією Windows Server 2012). Розробку нової версії Windows Server 2012 було завершено 1 серпня 2012. Наразі хостинг-провайдери поступово переходять на дану версію ОС.
Основні технології, підтримувані на Windows-хостингу: вебсервер для Windows-хостингу IIS

## Переваги та недоліки віртуального хостингу

### Переваги
- Ціна. Віртуальний хостинг — найдешевший вид хостингу.
- Панель керування. При користуванні віртуальним хостингом надається панель керування, яка допомагає користувачу завантажувати файли, робити копії, працювати з медійним контентом, робити резервні копії та інше.
- Обліковий запис створює хостинг-провайдер. Загальна конфігурація сервера здійснюється хостинг-провайдером.
- Навички адміністрування серверів не потрібні. Підтримка і вирішення питань, пов'язаних з роботою сервера, здійснюється хостинг-провайдером.
- Легке адміністрування. За рахунок меншої кількості доступних параметрів, керування обліковим записом дуже легко освоїти.

### Недоліки
- Обмеження. Користувачів на фізичному сервері-носії може бути від декількох десятків до декількох тисяч. Оскільки забезпечувати кожного з цих користувачів окремим набором ПЗ є практично неможливим, всі користувачі цього сервера користуються однаковим ПЗ і єдиним інструментом управління є панель керування хостингом . Змінити панель управління, залишаючись на тому ж сервері-носії, неможливо.
- Ненадійність. Якщо на сервері розташований сайт з великою кількістю користувачів, то стабільна робота інших сайтів, що розташовані на тому же сервері, може бути під загрозою. Через великий потік користувачів може не вистачити технічних можливостей сервера підтримувати стабільну роботу сайтів. Втім, якщо провайдер використовує операційну систему CloudLinux, ризик виникнення такої проблеми майже зникає.
- Єдина IP-адреса. Через те, що всі сайти розташовані на одному сервері, вони майже завжди мають спільний IP. Це може викликати різні складнощі, наприклад, існує можливість блокування всіх сайтів, пов'язаних з цією IP-адресою через те, що один сайт має погану репутацію.
- Високе навантаження серверів. Зазвичай віртуальний хостинг не дає гарантії високої швидкості доступу до сайту, і вона залежить від міри завантаженості сервера в певний момент часу.
- Відсутній повний доступ (root access). Віртуальний хостинг може не влаштовувати досвідченого користувача, який хоче користуватися всіма можливостями серверу, тому що зробити повністю особисті налаштування не можна.

## Додаткові послуги до віртуального хостингу
Деякі українські хостери надають додаткові послуги при придбанні віртуального хостингу. Основні види додаткових послуг наведені нижче:
- Резервні копії. На сьогодні, можливість робити резервні копії (бекап) сайту надають майже усі українські хостери. Деякі компанії надають можливість робити бекап автоматично, без участі самого користувача. Такі копії можуть надаватися користувачу на його запит.
- SSL-сертифікати. За додаткову плату (або безкоштовно) українські хостери надають сертифікати, що роблять можливим доступ до сайту через захищений протокол https.
- Виділена IP-адреса. Оскільки багато сайтів розташовано на одному сервері, є імовірність того, що через підозрілу або злочинну активність одного сайту, регуляторні органи можуть накласти санкції не тільки на цей сайт, але й на інший, тільки через спільні IP-адреси. Тому хостери за додактову плату можуть підключити окремий IP. Зараз через загальний брак IP-адрес типу IPv4 не всі хостери підтримують цю можливість.
- Автоматичне встановлення скриптів та передустановленні CMS. Для більш зручного користування віртуальним хостингом, деякі хостери надають разом із основною послугою автоматичні встановлювачі скриптів CMS, такі як Softaculous або Fantastico. Крім того, для тих користувачів, які не мають досвіду роботи з хостингом, деякі українські хостинг-компанії надають спеціальні пакети послуг із заздалегідь встановленою CMS. На 2016 рік більшість хостингових компаній надають клієнтам віртуального хостингу автоматично встановлені CMS на їх вибір.
- Безкоштовне доменне ім'я. Багато українських хостерів пропонують заощадити, купивши хостинг на тривалий термін (наприклад, один рік), а як бонус клієнт може отримати безкоштовне доменне ім'я. При цьому доменне ім'я зазвичай реєструється на ім'я клієнта. Якщо ж через дії недобросовісного провайдера воно реєструється на ім'я хостера, то існує ризик того, що в майбутньому провайдер буде вимагати додаткову сплату за доступ до цього імені.